# Isochariesthes braini
Isochariesthes braini är en skalbaggsart som först beskrevs av Stefan von Breuning 1981.  Isochariesthes braini ingår i släktet Isochariesthes och familjen långhorningar. Inga underarter finns listade i Catalogue of Life.